# Jerzy Wrzos
Jerzy Wrzos (ur. 18 listopada 1936 w Chełmie, zm. 12 grudnia 2017) – polski trener piłkarski i teoretyk sportu.

## Życiorys
Urodzony 18 listopada 1936 r. w Chełmie. Absolwent Akademii Wychowania Fizycznego we Wrocławiu, na której studiował w latach 1958–1962. On również jako pierwszy odkrył talent piłkarski Kazimierza Deyny. Od lat 60. publikował w pismach Piłka Nożna, Trener, Soccer America, chicagowskiej Polonii i innych. Jako trener zespołów ligowych pracował od 1962 roku. W sezonie 1964/65 i 1965/66 był trenerem Lechii Gdańsk, prowadząc ten klub łącznie w 47 meczach (45 ligowych + 2 Pucharu Polski). Jest najmłodszym trenerem w historii tego klubu. W sezonie 1966/67 został trenerem trzecioligowego Rakowa Częstochowa i doprowadził drużynę do 4. miejsca w grupie krakowskiej oraz finału Pucharu Polski rozegranego 9 lipca 1967 r. w Kielcach (przegrana 0:2 po dogrywce z Wisłą Kraków). Tuż przed rozpoczęciem kolejnego sezonu III ligi odszedł z klubu w niewyjaśnionych okolicznościach. W sezonie 1969/70 i 1970/71 był trenerem Piasta Gliwice.
W następnych latach pracował w Akademii Wychowania Fizycznego w Katowicach, w tym w latach 1973–1982 prowadził zajęcia podyplomowe, zaoczne i stacjonarne dla uczących się zawodu trenera. W 1980 r. w AWF w Poznaniu jako jeden z pierwszych polskich trenerów obronił pracę doktorską dotyczącą tematyki szkoleniowej w światowej piłce nożnej. Jako pracownik katowickiej AWF publikował artykuły i książki szkoleniowe z zakresu zawodowej piłki nożnej. Autor ponad 100 artykułów i książek z zakresu historii tej dyscypliny i metod szkolenia, które wydawano w Polsce i za granicą. Jego podręcznik Wielki futbol (2006) był pierwszą polską publikacją rekomendowaną przez FIFA.

### Publikacje
- Atlas Specjalistycznych Ćwiczeń Piłkarza (1980),
- Atlas des Exercices Specifiques du Footbaleur (1980, 1982),
- Football. La tactique de l’attaque (1984),
- Soccer – the International Training Guide (1992, 1996) ze słowem wstępnym J. Blattera[11],
- Wielki futbol (2006),
- Polska droga do Euro 2008... 2012 (2008) – z Antonim Piechniczkiem.